# 出雲八重子
出雲 八重子（いずも やえこ、1909年9月8日 - 没年不詳）は、日本の女優である。本名は泉 ヤエ（いずみ やえ）。別名に出雲 八枝子、出雲 八恵子がある。

## 来歴・人物
1909年（明治42年）9月8日、青森県八戸町（現八戸市）に生まれる（原籍地は鹿児島県鹿児島市新照院町九八）。実科高等女学校卒業後、エリアナ・パヴロワのもとでダンスを習う。
1930年（昭和5年）5月、松竹蒲田撮影所に入社、五所平之助監督の『微笑む人生』で映画デビューする。1932年（昭和7年）に斎藤寅次郎監督の『女は寝て待て』で主演の小倉繁の相手役に抜擢され、以来、剽軽で愛敬のある顔が買われて、斎藤監督の短編喜劇映画に重用された。『腰の抜けた女』では主役を務め、キネマ旬報ベストテンに第7位でランキングされた『この子捨てざれば』では女房役を好演、短編喜劇の三枚目女優として活躍した。喜劇作品以外では、小津安二郎監督の『大学よいとこ』などに助演したが、シリアスな作品では女給役や女中役を多く演じた。『愛染かつら』では岡村文子演じる婦長の配下の看護婦の一人を演じ、戦時中に製作された『湖畔の別れ』では炊事婦を巧演している。
1934年（昭和9年）1月に井上雪子、三井秀男、阿部正三郎、徳大寺伸らとともに準幹部待遇に昇進。1937年（昭和12年）には佐野周二らとともに準幹部に、1942年（昭和17年）には三井と幹部待遇に昇格した。
戦後は一時舞台に出演していたが、1947年（昭和22年）に東宝に入社し、成瀬巳喜男監督作品に多数出演したほか、豊田四郎監督の『夫婦善哉』、黒澤明監督の『赤ひげ』などに脇役で出演した。1967年（昭和42年）公開の岡本喜八監督『殺人狂時代』での法華に凝った狂女役が最後の映画出演作で、以降の消息は不明である。
出雲が出演した斎藤の喜劇映画『新婚三塁打』の一場面である、主人公（小倉）がバットを振り回すと妻（出雲）の髷に当たって髷がすっ飛ぶというシーンのテスト撮影で、小倉の振ったバットが出雲の髷でなく後頭部に直撃するというアクシデントが起きた。出雲は意識を失い付近の病院に入院したが、打撃に力がこもってなかったため、大事には至らなかったという。

## 出演作品

### 映画
- 爆弾花嫁（1935年、松竹） - カフェーマダム
- 子宝騒動（1935年、松竹）
- この子捨てざれば（1935年、松竹）
- 人生のお荷物（1935年、松竹）
- 大学よいとこ（1936年、松竹） - 女中
- 荒城の月（1937年、松竹） - 女中
- 淑女は何を忘れたか（1937年、松竹） - 女中のお文
- 金色夜叉（1937年、松竹） - 鴨沢家女中
- 水郷情歌 湖上の靈魂（1937年、松竹） - カフェー女給
- 浅草の灯（1937年、松竹） - カルメンの踊り子
- 愛染かつら（1938年、松竹） - 看護婦・峰沢治子
- 純情二重奏（1939年、松竹） - アパートの主婦
- 新しき家族（1939年、松竹） - 芸者
- 木石（1940年、松竹） - 水谷
- みかへりの塔（1941年、松竹） - 河野保母
- 戸田家の兄妹（1941年、松竹） - 女中しげ
- 十日間の人生（1941年、松竹） - 雑炊婦
- 女医の記録（1941年、松竹） - 母
- 高原の月（1942年、松竹） - 分教場小使
- 愛国の花（1942年、松竹） - 女中さと
- 伊豆の娘たち（1945年、松竹） - おたけ婆さん
- 今ひとたびの（1947年、東宝） - 村上
- 第二の人生（1948年、東宝） - 女中竹
- 面影（1948年、東宝） - おしげ
- 女の一生（1949年、東宝） - とり
- 青い山脈（1949年、東宝） - 弥生の仲居
- 白鳥は悲しからずや（1949年、えくらん社） - 下宿の小母さん
- 青空天使（1950年、太泉映画）
- シミキンの無敵競輪王（1950年、東宝）
- 哀愁の夜（1951年、東宝） - 物売りの婆さん
- ホープさん サラリーマン虎の巻（1951年、東宝） - 寮のおばさん
- めし（1951年、東宝）
- 武蔵野夫人（1951年、東宝）
- 青い真珠（1951年、東宝）
- 港へ来た男（1952年、東宝） - おひで
- 西鶴一代女（1952年、新東宝） - お熊
- 激流（1952年、東宝） - シズ
- 生きる（1952年、東宝） - 陳情の主婦（ノンクレジット）
- 風雲千両船（1952年、東宝） - 老女中
- びっくり六兵衛（1953年、東宝） - 町家の女房
- 夫婦（1953年、東宝） - 佐藤とよ
- 総理大臣の恋文（1953年、東宝） - 女中おすみ
- 恋文（1953年、新東宝）
- 金さん捕物帖 謎の人形師（1953年、東宝） - おとく
- わたしの凡てを（1954年、東宝） - 風間家の婆や
- 芸者小夏（1954年、東宝） - 新叶屋の婆さん
- 晩菊（1954年、東宝） - ホテルの女中
- あんみつ姫・甘辛城の巻（1954年、東宝） - お熊の方
- あんみつ姫・妖術競べの巻（1954年、東宝） - お熊の方
- 浮雲（1955年、東宝） - 下宿のおばさん
- 顔役無用 男性NO.1（1955年、東宝） - 出資者の中年の女
- 男ありて（1955年、東宝）
- 夫婦善哉（1955年、東宝） - ヤトナ
- 姿なき目撃者（1955年、東宝） - 舞踏場の婆さん
- 宮本武蔵 完結篇 決闘巌流島（1956年、東宝） - 角屋のやり手お直
- 現代の欲望（1956年、東宝） - 掃除婦
- 若い樹（1956年、東宝） - 隣家の女将
- 吸血蛾（1956年、東宝） - 女中
- 妻の心（1956年、東宝）
- 山鳩（1957年、東宝） - 蓬莱館女房
- あらくれ（1957年、東宝） - 髪結い
- 大当り三色娘（1957年、東宝） - お菊さん
- 夜の鴎（1957年、東宝） - 焼鳥屋客
- 雪国（1957年、東宝）
- 青い山脈 新子の巻・雪子の巻（1957年、東宝） - 栄屋の婆や
- 東京の休日（1958年、東宝） - キチイ三木
- フランキーの僕は三人前（1958年、東宝） - 研究所看護婦
- 駅前旅館（1958年、東宝）
- 裸の大将（1958年、東宝） - 赤ん坊をおぶったおばさん
- こだまは呼んでいる（1959年、東宝） - 夫の母親
- 新・三等重役 旅と女と酒の巻（1960年、東宝）
- サラリーマン御意見帖 男の一大事（1960年、東宝） - 婆や
- 流転の王妃（1960年、大映） - 中国人の乳母
- 名もなく貧しく美しく（1961年、東京映画）
- B・G物語 二十才の設計（1961年、東宝） - 女中
- 女ばかりの夜（1961年、東宝） - おばさん
- ニッポン無責任時代（1962年、東宝） - アパートの隣人
- 忠臣蔵 花の巻・雪の巻（1962年、東宝） - 笹屋髪結い
- 女の歴史（1963年、東宝） - 吉井
- 六條ゆきやま紬（1965年、東京映画） - 大中るい
- 赤ひげ（1965年、東宝） - むじな長屋の住人
- 肉体の学校（1965年、東宝） - 家政婦風の女
- ひき逃げ（1966年、東宝） - 楓林の女
- 暴れ豪右衛門（1966年、東宝）
- 殺人狂時代（1967年、東宝） - 法華の狂人

### テレビドラマ
- 木下恵介アワー / 記念樹（1966年、TBS） - 染子
- 快獣ブースカ（NTV）
  - 第25話「夢を食べちゃった!」（1967年） - ギロチン教教祖
  - 第33話「不思議なドンブラ島」（1967年） - 巫女の声